# Janez Kapistran
Sveti Janez Kapistran (italijansko San Giovanni da Capestrano), redovnik, * 24. junij 1386, Capestrano, Italija, † 23. oktober 1456, Ilok (Hrvaška). 
Bil je redovni reformator, oster nasprotnik turških osvajanj v Evropi. Je zavetnik vojaških kaplanov.
Med študijem v Perugii je doživel zasedbo mesta in izkusil ječo. Tam je doživel spreobrnjenje, anuliral svoj zakon in se pridružil manjšim bratom svetega Frančiška Asiškega. Po Srednji in Vzhodni Evropi je intenzivno pridigal. Umrl je v Iloku kmalu po uspešnem obleganju Beograda, v Iloku je tudi pokopan. Kanoniziran je bil leta 1690.